# Rhyssa lineolata
Rhyssa lineolata är en stekelart som först beskrevs av Kirby 1837.  Rhyssa lineolata ingår i släktet Rhyssa och familjen brokparasitsteklar. Inga underarter finns listade i Catalogue of Life.